# Ivan Ribar

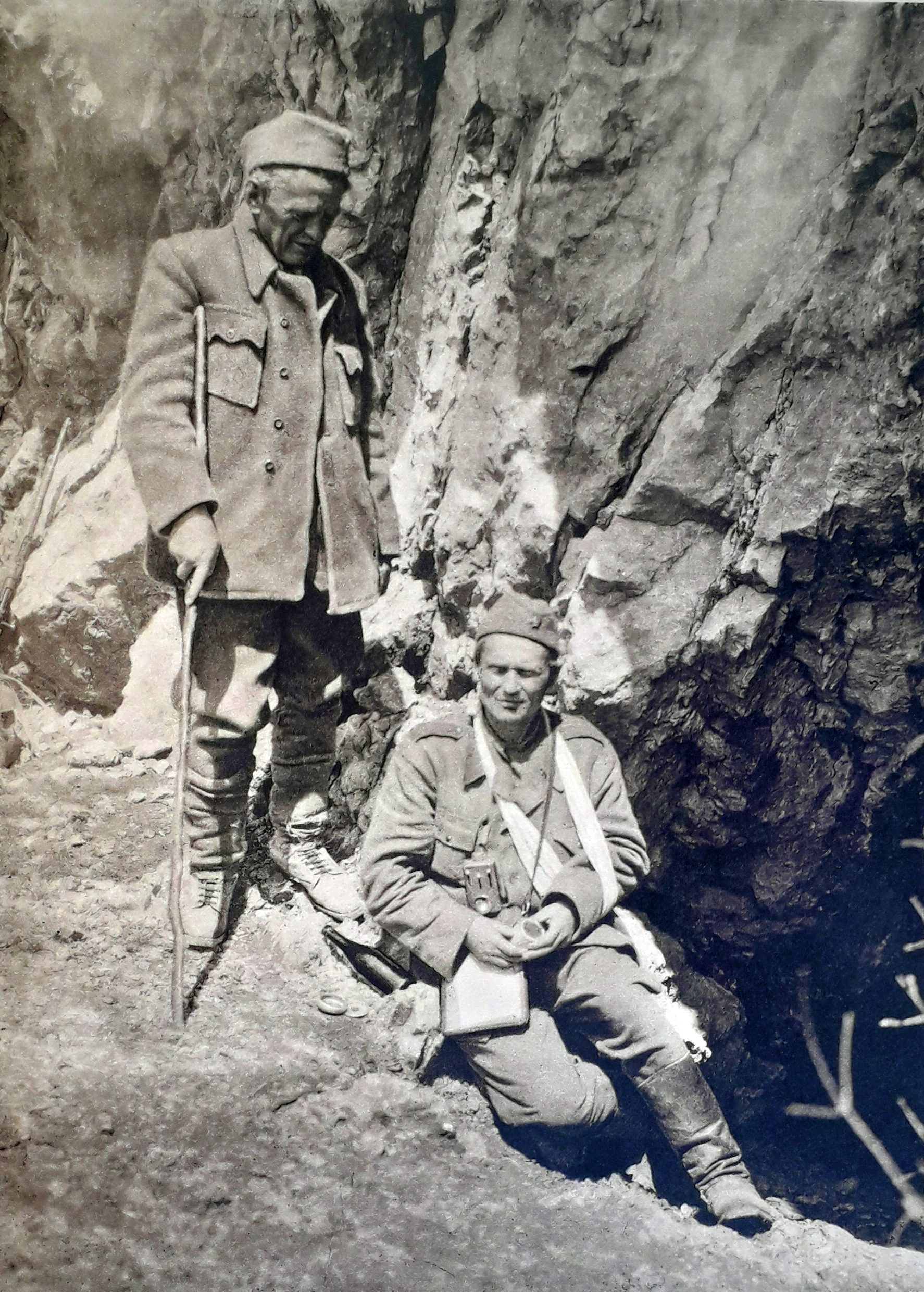
Ivan Ribar po lewej i Josip Broz "Tito" po prawej

Ivan Ribar, serbska cyrylica: Иван Рибар (ur. 21 stycznia 1881, zm. 11 czerwca 1968) – chorwacki i komunistyczny jugosłowiański polityk.
Urodził się 21 stycznia 1881 w Vukmaniciu niedaleko Karlovacu w Chorwacji. W latach 1920–1922 pełnił funkcję posła królewskiego – był przewodniczącym parlamentu – Skupštiny. Od 1929 roku w opozycji wobec króla. W 1937 został przywódcą Partii Demokratycznej. Premierem państwa jugosłowiańskiego został 4 grudnia 1943 roku. Funkcję pełnił aż do 5 marca 1945 roku. Po zdetronizowaniu w 1945 roku ostatniego króla Jugosławii Piotra II Karadziordziewicia, został głową państwa. Funkcję tę pełnił do 1953 roku. Jego następcą został Josip Broz "Tito". W latach 1945–1953 Ribar ponownie był przewodniczącym parlamentu.
Ivan Ribar zmarł 11 czerwca 1968 roku w Zagrzebiu w Chorwacji.
W 1946 otrzymał Order Odrodzenia Polski I klasy.